# Pernasaari (ö i Mellersta Finland, Jämsä)
Pernasaari är en ö i Finland. Den ligger i sjön Lummenne och i kommunen Kuhmois i landskapet Mellersta Finland, i den södra delen av landet, 150 km norr om huvudstaden Helsingfors. Öns största längd är 60 meter i sydväst-nordöstlig riktning.

## Klimat
Trakten ingår i den boreala klimatzonen. Årsmedeltemperaturen i trakten är 1 °C. Den varmaste månaden är juli, då medeltemperaturen är 16 °C, och den kallaste är februari, med −14 °C.